# Relaciones China-Estados Unidos
Las relaciones entre China y Estados Unidos (o relaciones chino-estadounidenses) se refieren a las relaciones bilaterales existentes entre los Estados Unidos de América (EE. UU.) y la República Popular China (RPC). Dichas relaciones han sido descritas por varios líderes mundiales y académicos como las más importante del mundo del siglo XXI. La mayoría de los analistas las describen como complejas y polifacéticas.
Históricamente, las relaciones entre los dos países generalmente han sido estables con algunos períodos de conflicto abierto, especialmente durante la guerra de Corea y la guerra de Vietnam.En la actualidad los dos países no son ni aliados ni enemigos; el gobierno estadounidense no considera a la RPC como un adversario, sino como un competidor en ciertas áreas y como socio en otras. 
La RPC y EE. UU. son grandes socios comerciales además de las dos mayores economías del mundo medidas según el PIB. Ambos países son los más grandes consumidores de vehículos de motor y petróleo, y los dos mayores emisores de gases de efecto invernadero. La relación comercial chino-americana es la segunda más grande del mundo. La RPC es también el mayor acreedor extranjero de los EE. UU. La RPC tiene la segunda población más grande del mundo y EE. UU. la tercera.
La RPC y EE. UU. tienen intereses comunes en cuanto la prevención y supresión del terrorismo y la proliferación nuclear. Sin embargo, los dos países siguen en disputa por cuestiones territoriales en el Mar del Sur de China. También la república de China (Taiwán) se mantiene como una fuente de tensión en la relación bilateral. Aunque la RPC nunca ha gobernado Taiwán, esta reclama a Taiwán como una provincia y repetidas veces ha amenazado con tomarla por la fuerza. Por su parte, EE. UU. exporta armamento hacia la República de China y exhibe públicamente su apoyo a Taiwán. No obstante, oficialmente, la política de EE. UU. se rige por la Ley de relaciones con Taiwán, las Seis Garantías, y los Tres Comunicados, que establecen el compromiso con la política de una sola China, que reconoce la posición de la RPC de que Taiwán es parte de China, pero no indica si EE. UU. está o no de acuerdo con esa postura. La fuerza de ese compromiso y la relación entre las políticas, que pueden ser vistas como contradictorias, cambian de una administración a otra.
A medida que ambos países se vuelven más entrelazados, un mayor número de chinos y estadounidenses han tenido la experiencia de visitar, estudiar, trabajar y vivir en el país del otro. Aun así, el papel de los medios de comunicación permanece importante al moldear los puntos de vista sobre cada país. No obstante, existen preocupaciones estadounidenses relacionadas con el papel de la democracia y los derechos humanos en la RPC.

## Historia
La historia de las relaciones entre China y Estados Unidos se consolidó con el Tratado de Wanghia de 1845. En China, la Dinastía Qing estableció las primeras relaciones diplomáticas modernas a finales del siglo XIX. Después de la Revolución de Xinhai de 1911, la recién formada república de China mantuvo relaciones diplomáticas con los EE. UU. Durante la Segunda Guerra Mundial, China fue un aliado cercano de los estadounidenses, pero tras la guerra civil china y la fundación de la República Popular China en 1949, EE. UU. reconoció a la república de China en la Isla de Taiwán como el gobierno legítimo de China y no mantuvo relaciones diplomáticas con la RPC en el continente. Ya en la posguerra de la Segunda Guerra Mundial EE. UU. luchó militarmente contra la RPC en la guerra de Corea.
En febrero de 1972, el presidente Richard Nixon viajó a la RPC. Tras este viaje, EE. UU. y la RPC emitieron el Comunicado de Shanghái, por el que ambas naciones se comprometieron a trabajar para normalizar las relaciones diplomáticas. Esto no se tradujo en el reconocimiento inmediato de la RPC, pero se establecieron "oficinas de enlace" en Pekín y en Washington. EE. UU. reconoció la posición de China de que todos los chinos de ambos lados del Estrecho de Taiwán sostienen que solo existe una China y que Taiwán es parte de esta. La declaración facilitó a EE. UU. y a la RPC el poder dejar a un lado temporalmente la cuestión de Taiwán y abrir el comercio y la comunicación.No obstante, no fue hasta enero de 1979 que el gobierno estadounidense cambió el reconocimiento de Taipéi a Pekín, así como sus relaciones diplomáticas. Este acercamiento benefició a al RPC y aumentó su seguridad durante el resto de la Guerra Fría. Tanto China como Estados Unidos respaldaron a combatientes en África contra los movimientos soviéticos. Los beneficios económicos de la normalización fueron lentos y tomó décadas que los productos estadounidenses penetraran en el amplio mercado chino. 

## Contexto actual
|                                      | República Popular China                                                                        | Estados Unidos                                                                                         |
| ------------------------------------ | ---------------------------------------------------------------------------------------------- | --- |
| Población (% / población mundial)    | 1 347 350 000 (1st) (19,1 %)                                                                   | 314 256 000 (3rd) (4,46 %)                                                                             |
| Superficie                           | 9 572 900 km² (3.º)                                                                            | 9 147 593 km² (4.º)                                                                                    |
| Densidad de población                | 139,6/km² (363.3/sq mi)                                                                        | 33,7/km² (87.4/sq mi)                                                                                  |
| Capital                              | Pekín                                                                                          | Washington D. C.                                                                                       |
| Ciudad más poblada                   | Shanghái                                                                                       | Nueva York                                                                                             |
| Gobierno                             | Socialista Unipartidista                                                                       | Federal presidencial                                                                                   |
| Primer Líder                         | Mao Zedong                                                                                     | George Washington                                                                                      |
| Líder actual                         | Xi Jinping                                                                                     | Donald Trump                                                                                           |
| Economía                             | Comunista-Capitalista                                                                          | Capitalista                                                                                            |
| PIB (nominal) (est. 2011)            | US$7,298 trillones (2.º)                                                                       | US$15,094 trillones (1.º)                                                                              |
| PIB (nominal) per cápita (est. 2011) | US$5,413 (90th)                                                                                | US$48,386 (15.º)                                                                                       |
| PIB (PPA) (est. 2011)                | US$11,299 trillion (2.º)                                                                       | US$15,094 trillion (1.º)                                                                               |
| PIB (PPA) per cápita (est. 2011)     | US$8,382 (91.º)                                                                                | US$48,386 (6.º)                                                                                        |
| Gini (2012)                          | 47.4                                                                                           | 45.0 (39.º)                                                                                            |
| IDH (2011)                           | 0.663 (mediom) (89.º)                                                                          | 0.910 (muy alto) (4.º)                                                                                 |
| Divisa                               | Yuan chino (¥)                                                                                 | Dólar estadounidense ($)                                                                               |
| Gasto Militar                        | US$143 billones                                                                                | US$711 billones                                                                                        |
| Tropas Militares                     | 4 585 000                                                                                      | 3 000 000                                                                                              |
| Fuerza Laboral                       | 780 000 000                                                                                    | 154 900 000                                                                                            |
| Lenguaje Oficial                     | Mandarín estándar                                                                              | Ninguno (mayoritario el Inglés)                                                                        |
| Religiones                           | Agnosticismo (42 %) Ateísmo (30 %) Taoísmo (18 %) Budismo (4 %) Islam (4 %) Cristianismo (2 %) | Cristianismo (78 %) Ateísmo (16 %) Agnosticismo (1,7 %) Judaísmo (0,7 %) Budismo (0,6 %) Islam (0,4 %) |
| Grupos étnicos                       | Etnia han (91,51 %) minorías reconocidas (55)                                                  | Blanco (74 %) Latino (14.8 %) Afroestadounidense (13.4 %) Asiático (2.0 %) Nativo (0.14 %)             |

El siglo chino (en chino simplificado: 中国世纪; en chino tradicional: 中國世紀; en pinyin: Zhōngguó Shìjì) es un neologismo que sugiere que el siglo XXI estará dominado geopolíticamente por la República Popular China, del mismo modo que el siglo XX fue «el siglo estadounidense» y el siglo XIX «el siglo imperial británico». La expresión se utiliza especialmente para afirmar que la economía de China superará a la economía de Estados Unidos como la economía nacional más grande del mundo en el siglo XXI, posición dominante que el país ocupó entre el siglo XVI y principios del XIX. La revista económica liberal The Economist argumentó que el siglo chino ya es una realidad, ya que en 2014 los organismos internacionales certificaron que la economía de China había adelantado a la de Estados Unidos en paridad de poder adquisitivo.
Gobernada desde 1949 por el Partido Comunista de China, la República Popular China fue una economía planificada parecida al sistema soviético hasta 1978, cuando comenzaron las reformas económicas, especialmente con la apertura de polos de inversión conocidos como «zonas económicas especiales», que transformaron el sistema económico del país, con tasas extraordinarias de crecimiento económico. El gobierno chino llama a su política económica «socialismo con características chinas», donde a pesar de regir una economía de mercado, el Estado mantiene fuertes regulaciones e interviene en la economía gracias a la propiedad de empresas líderes en sectores estratégicos.
Desde que Xi Jinping asumió el cargo de secretario general del Partido Comunista de China en 2012, China ha ampliado sus ambiciones de política exterior a escala mundial, con especial énfasis en el Mar de China Oriental. China está invirtiendo fuertemente en infraestructura global, citando un deseo de integración económica. También está invirtiendo en ubicaciones estratégicas para asegurar sus intereses comerciales y de seguridad. Llama a estos programas "Iniciativa de la Franja y la Ruta" y la "Ruta marítima de la seda", que considera parte de su objetivo de autosuficiencia. En 2019, el Centro de Investigación Pew realizó una encuesta sobre la actitud hacia Xi Jinping entre las poblaciones de 6 países: Australia, India, Indonesia, Japón, Filipinas y Corea del Sur. La encuesta indicó que un 29% de los encuestados tiene confianza en que Xi Jinping hace lo correcto con respecto a los asuntos mundiales, mientras que el 45% de los encuestados desconfía de las habilidades geopolíticas de Xi Jinping.

### Influencia en Asia
Las países del Sudeste Asiático han respondido a las demandas chinas acerca de las zonas marítimas mediante la búsqueda de relaciones más estrechas con los Estados Unidos. Washington se está movilizando para redefinir su relación con Corea del Sur y Japón, creando potencialmente un bloque anti-China en el noreste de Asia. Por su parte, el gobierno chino teme a una conspiración en grupo contra su gobierno.
A pesar de que la declaración fundacional de la OCS afirma que no es una alianza hecha contra otras naciones o regiones y se adhiere al principio de transparencia, la mayoría de los observadores consideran que uno de los objetivos principales de la OCS es servir de contrapeso a la OTAN y a Estados Unidos, evitando conflictos que permitirían la intervención estadounidense en regiones limítrofes con Rusia y China.[cita requerida]

#### La cuestión de Taiwán
En 1949, cuando las tropas de Chiang Kai-shek llegaron a la isla de Taiwán al final de la guerra civil china, Washington continuó reconociendo a la "República de China" de Chiang como el gobierno de toda China. A fines de 1978, Washington anunció que rompería las relaciones con el gobierno en Taipéi y reconocería formalmente a la República Popular China (RPC) como el "único gobierno legal de China". Sin embargo, en 1982 la administración Republicana de Ronald Reagan ofreció garantías específicas a Taiwán de que EE. UU. no aceptó el reclamo de la RPC de soberanía sobre la isla.
El mantenimiento de relaciones diplomáticas con la RPC ha sido reconocido en interés a largo plazo de EE. UU.; sin embargo, mantener relaciones sólidas y no oficiales con Taiwán también es un objetivo importante para los estadounidenses. La política de "una sola China" no significa que Estados Unidos reconozca, ni esté de acuerdo con las afirmaciones de Beijing sobre la soberanía sobre Taiwán. El Departamento de Estado de los EE. UU., en su hoja de datos de Relaciones con Taiwán afirma que «EE. UU. y Taiwán disfrutan de una sólida relación no oficial». La posición de los Estados Unidos sobre Taiwán se refleja en las Seis Garantías, los Tres Comunicados y la Ley de relaciones con Taiwán.
De acuerdo con su política de China, EE. UU. No apoya "de jure" la independencia de Taiwán, pero sí apoya la membresía de Taiwán en organizaciones internacionales como el Foro de Cooperación Económica Asia-Pacífico, la Organización Mundial del Comercio, y el Banco Asiático de Desarrollo, donde ser un Estado no es un requisito para ser miembro. Además, los EE. UU. Apoyan las oportunidades adecuadas para que la voz de Taiwán se escuche en organizaciones donde no es posible su membresía. Así, en 2013 el presidente de los Estados Unidos, Barack Obama, promulgó la ley H.R. 1151, que codifica el apoyo total del gobierno de los Estados Unidos a la participación de Taiwán en la Organización de Aviación Civil Internacional (OACI) como entidad no soberana.
En diciembre de 2016, el presidente electo de EE. UU. Donald Trump aceptó una llamada de felicitación de la presidenta taiwanesa Tsai Ing-wen, que fue la primera vez desde 1979 que un presidente electo públicamente Habló con un líder de Taiwán. Trump dijo que el llamado se refería a «los estrechos lazos económicos, políticos y de seguridad entre Taiwán y los Estados Unidos». La llamada telefónica fue organizada por Robert Dole, quien actuó como agente extranjero en nombre de Taiwán. El gobierno de la RPC hizo una declaración diciendo que se opone a cualquier movimiento para separar el país, sin mencionar explícitamente la llamada telefónica entre Tsai y Trump. En marzo de 2018, Trump firmó la Ley de viajes de Taiwán, permitiendo el compromiso diplomático de alto nivel entre funcionarios taiwaneses y estadounidenses, y alienta las visitas entre funcionarios gubernamentales de los Estados Unidos y Taiwán en todos los niveles. La legislación provocó indignación de la RPC, y fue aplaudida por Taiwán.
Estados Unidos ha continuado con la venta de equipos militares defensivos a Taiwán de conformidad con la Ley de Relaciones con Taiwán, que establece dichas ventas y que declara que la paz y la estabilidad en el área son de su interés. Las ventas de equipo militar defensivo son consistentes con el Comunicado conjunto EE. UU.- RPC. Sin embargo, la presión de la RPC ha continuado y parece poco probable que Taiwán cuente con submarinos avanzados o aviones de combate. En 2018, el Ejército de Taiwán recibió la comisión oficial de todos sus helicópteros Apache comprados en los EE. UU., a un costo de US$1,94 mil millones, después de haber completado la capacitación de pilotos necesaria y la verificación de la capacidad de combate de la flota. La presidente Tsai dijo que había sido «un hito importante» en el cumplimiento de la estrategia de «disuasión múltiple» de la isla para contrarrestar una invasión y resistir la presión de Beijing con el apoyo de Washington.
Ejercicios militares chinos alrededor de Taiwán de 2022
Los ejercicios militares chinos de 2022 alrededor de Taiwán (chino: 2022年環台軍事演練) son una serie de ejercicios militares de la República Popular China (RPC) que rodean a Taiwán. Inicialmente duraron del 4 al 7 de agosto de 2022 e incluyeron simulacros con fuego real, incursiones aéreas, despliegues navales y lanzamientos de misiles balísticos por parte del Ejército Popular de Liberación. Los ejercicios comenzaron en respuesta a la visita a Taiwán de la presidenta de la Cámara de Representantes de los Estados Unidos, Nancy Pelosi.

### Nueva Guerra Fría
Nueva Guerra Fría, Segunda Guerra Fría o Guerra Fría 2.0 (en inglés: New Cold War, también referida como Cold War II, Cold War Redux o Cold War 2.0) son términos utilizados —como paralelismo a la Guerra Fría entre 1945 y 1991— para designar lo que se interpreta como un conflicto político, ideológico, informativo, social y militar en el siglo XXI, lo cual terminó la llamada era post-Guerra Fría. Desde esta visión, se verían las tensiones entre potencias como estructuradas dentro de grandes bloques de poder geopolíticos opuestos; en uno se encontraría Occidente, liderado principalmente por Estados Unidos y Reino Unido, así como en menor medida también por la Unión Europea (partidarios del poder blando y de un orden mundial unipolar) y el otro, Oriente, que estaría liderado principalmente por China y por Rusia (partidarios del poder duro y de un orden mundial multipolar). Se incluyen acciones propias de guerra híbrida (como los ciberataques) y guerras subsidiarias (como Libia, Siria, Ucrania o Irán). La rivalidad, además de geopolítica, también sería de carácter económico, militar, cultural y tecnológico.
El conflicto se evidenció a raíz de la invasión de Irak de 2003, para la cual Estados Unidos desplegó bases militares en los países de Asia Central, anteriormente bajo la influencia rusa, los cuales son ricos en gas y petróleo. Occidente desarrolló a su vez políticas tendientes a permitir la ampliación de la OTAN para incluir varios Estados postsoviéticos que compartían frontera con Rusia. En respuesta, y para lograr una forma de equilibrio, Rusia hizo una serie de maniobras en las que contribuyó el hecho de que la guerra de Irak generó un alza en los precios del gas natural y del petróleo, fortaleciendo a Rusia puesto que era una de los más grandes productores de ambos recursos. El país desarrolló lazos de cooperación con China y otros estados de Asia dentro del marco de la Organización de Cooperación de Shanghái, con el objeto de proteger sus intereses energéticos.
En un discurso en febrero de 2007, el presidente ruso Vladímir Putin acusó a los Estados Unidos de «arrojar al mundo en un abismo de conflictos permanentes» e intentar crear un «mundo unipolar» gobernado por Washington. Esta declaración fue la respuesta a las medidas tomadas en Washington para instalar un escudo antimisiles que según Estados Unidos no tenía la intención de apuntar a Rusia sino la de defender a Europa de ataques provenientes de Corea del Norte e Irán. Esta explicación no satisfizo a Rusia que vio los intentos estadounidenses de expandir la OTAN como parte de una política para contener y rodear a Rusia.
Tras la adhesión de Crimea a Rusia en 2014, Rusia invadió Ucrania en 2022 con el casus belli de la violación de los Tratados de Minsk, la posible adhesión de Ucrania a la OTAN, la, según Vladímir Putin, «nazificación» de Ucrania y un presunto genocidio en el Dombás.

### Superpotencias internacionales
Una superpotencia es un Estado con una posición dominante o predominante en el sistema internacional, y con la habilidad y los medios para tener influencia en eventos y en proyectos de poder a escala global (fundamentalmente a manera de proteger sus propios intereses y los de sus aliados más cercanos); es considerado que una superpotencia está un paso delante del resto de las grandes potencias.
En 1944, el término superpotencia fue aplicado a Estados Unidos (EE. UU.), la Unión Soviética y el Imperio británico. Después de la Segunda Guerra Mundial, el Imperio británico se convirtió en la Commonwealth y sus territorios se volvieron independientes, seguido a esto la Unión Soviética y los Estados Unidos se les proclamó como las dos únicas superpotencias de ese momento, que entraron en un conflicto indirecto creando el periodo de la llamada Guerra Fría.

## Economía

Importaciones y exportaciones entre China y los Estados Unidos.

La República Popular China y los Estados Unidos reanudaron sus relaciones comerciales en los años 1972 y 1973. La inversión directa estadounidense cubre una amplia gama de sectores de manufactura, varios proyectos hoteleros, cadenas de restaurantes y petroquímicos. Las compañías estadounidenses han entrado en acuerdos que establecen más de 20.000 empresas de capital mixto, empresas conjuntas contractuales, y empresas de propiedad extranjera en China continental. Más de 100 empresas multinacionales basadas en EE. UU. tienen diversos proyectos en la RPC, algunos con múltiples inversiones.
La RPC es un gran acreedor y el mayor tenedor extranjero de deuda pública de EE. UU. y ha sido un fuerte crítico de la políticas fiscal y de déficit estadounidenses. China ha pedido repetidamente la salvaguardia de las inversiones chinas en los bonos del tesoro de EE. UU. y pidió por la realización de políticas para mantener el poder adquisitivo del dólar.
El jefe economista del Banco Mundial Justin Lin dijo el 2011 que la RPC (la cual se convirtió en la segunda economía más grande del mundo en el 2010) se convertiría en la economía más importante del mundo para el 2030, sobrepasando a EE. UU., en caso de que las tendencias económicas actuales se mantuviesen; sin embargo, la desigualdad de ingresos y la contaminación son desafíos para éste pronóstico. James Wolfensohn, antiguo presidente del Banco Mundial, estimó en el 2010 que para el 2030, dos tercios de la clase media del mundo estará en China.

### Guerra comercial
La guerra industrial comercial entre China y los Estados Unidos es un conflicto comercial iniciado el 22 de marzo de 2018 por el presidente de los Estados Unidos, Donald Trump, que impuso aranceles de 50 000 millones de dólares a productos chinos bajo el artículo 301 de la Ley de Comercio de 1974, argumentando un historial de «prácticas desleales de comercio», robo de propiedad intelectual y una transferencia forzada de tecnología americana a China. En represalia, el gobierno de la República Popular China impuso aranceles a más de 128 productos estadounidenses, incluyendo en particular la soja, una de las principales exportaciones de Estados Unidos a China.
Desde 2018, Trump ha abogado por aranceles (no solo contra China) para reducir el déficit comercial de Estados Unidos y promover la manufactura local, diciendo que el país había estado «siendo estafado» por sus socios comerciales; la imposición de tarifas se convirtió en un importante aspecto de su campaña presidencial. Aunque algunos economistas y políticos argumentan que el persistente déficit comercial de Estados Unidos es problemático, muchos dicen que no es un problema y pocos abogan por las tarifas como una solución.
Esta guerra comercial ha impactado de manera negativa las economías de ambos países. En los Estados Unidos, la guerra comercial ha elevado los precios para los consumidores y ha traído complicaciones a agricultores y fabricantes. En China, el crecimiento económico y el crecimiento de actividad de manufactura llegó a ser el menor que han tenido en décadas. En otros países también ha causado daño económico, aunque algunos países se han beneficiado de haber tenido que incrementar la manufactura para cumplir la demanda. También ha llevado a inestabilidad en la bolsa de valores. Los gobiernos de varios países, incluyendo China y los Estados Unidos, han tomado acciones para manejar parte del daño causado por el deterioro en las Relaciones China-Estados Unidos y tarifas Toma y daca.

### Déficit comercial de Estados Unidos con China
El déficit comercial de Estados Unidos con China superó los US$350 billones en 2006 y fue el déficit bilateral más grande de  EE. UU. Algunos de los factores que influyen en éste déficit comercial son:
- La valuación de importaciones estadounidenses sobrepasa a China: ha habido un cambio en las industrias de montaje de gama baja hacia China continental, desde países industrializados recientemente en Asia. China continental se ha convertido cada vez más en el último eslabón de una larga cadena de producción de valor añadido. Dado que los datos del comercio estadounidense atribuyen el valor total de un producto para el ensamblador final, éste valor agregado sobre contado en China continental.
- La demanda de EE. UU. de bienes de trabajo intensivo exceden la producción nacional: la RPC tiene prácticas comerciales restrictivas, las cuales incluyen una amplia gama de barreras a los bienes y servicios extranjeros, a menudo dirigidas a la protección de las empresas estatales. Estas prácticas incluyen aranceles elevados, la falta de transparencia, la cual requiere que las empresas obtengan un permiso oficial para la importación de bienes, la aplicación inconsistente de leyes y reglamentos, y el aprovechamiento de la tecnología de las empresas extranjeras a cambio de acceso al mercado. La inclusión de China continental a la Organización Mundial del Comercio tiene la intención de ayudar a superar estas barreras.
- Lo menospreciado que se encuentra el Renminbi en relación con el Dólar estadounidense.[90]

### Disputa sobre el valor de la moneda
La política monetaria ha sido uno de los problemas más grandes dentro de las relaciones entre Estados Unidos y China. En el centro del problema se encuentra la pregunta de si la moneda de cada país tiene o no el valor adecuado, aunque cada país ha culpado al otro de esto.

## Aspectos militares
EE. UU. tenía un presupuesto militar de US$623 billones en el 2008, 123 billones más del presupuesto militar combinado de todos los demás países del mundo.El presupuesto militar de China ha ido en aumento en los últimos años, alcanzando US$45 billones en 2007. Analistas occidentales afirman que la RPC oculta la verdadera extensión de su gasto militar.
China y Estados Unidos han sido descritos como comprometidos en una carrera militar y tecnológica. La expansión y el desarrollo de nuevas armas por parte de China ha sido vista tan amenazante como para causar la planificación del retiro de las fuerzas de EE. UU. de las zonas próximas a China, la dispersión de las bases estadounidenses en la región y el desarrollo de diversos sistemas nuevos de armamento. Sin embargo, el liderazgo actual (2012) en China no muestra ninguna señal de tener una ideología de expansión y los líderes chinos tienden a utilizar la frase "el ascenso pacífico de China" para describir el rumbo que está tomando el país. Además, una serie de retos nacionales en China, incluyendo la degradación del medio ambiente, la corrupción política y el aumento de la calidad de vida de la emergente clase media, pueden evitar que China persiga una política exterior agresiva o evite que se enfrente a la hegemonía global de EE. UU..

## Medio ambiente
China superó en 2006 a Estados Unidos en emisiones de gases de efecto invernadero a la atmósfera.  En el año 2012, sus emisiones eran ya casi el doble que las de EE. UU. Al contrario que el resto de países industrializados, China obtiene la mayor parte de su energía del carbón, mineral que incrementó su peso en la producción entre 1970 y 2010, un hecho sin precedentes. Para remediar esto, el gobierno comenzó a invertir en nuevos proyectos para el aprovechamiento de la energía de fuentes renovables, como la energía hidroeléctrica, la energía eólica, la energía solar, la energía geotérmica, la biomasa y los biocombustibles.
De hecho, China es uno de los países donde la energía eólica y solar ha experimentado un crecimiento más vertiginoso y, en pocos años, se ha convertido en el país con mayor potencia instalada de ambas tecnologías.

## Carrera espacial
El programa espacial de la República Popular China es dirigido por la Administración Espacial Nacional China (CNSA). Sus raíces tecnológicas se remontan a finales de los años 1950, cuando China empezó un programa de misil balístico en respuesta a las amenazas recibidas de Estados Unidos (y más tarde de los soviéticos). Sin embargo, el programa para el primer vuelo espacial tripulado chino comenzó varias décadas después, cuando un programa acelerado de desarrollo tecnológico que culminó en Yang Liwei con un vuelo exitoso en 2003 a bordo del Shenzhou 5. Este logro hizo a China el tercer país en enviar humanos al espacio de manera independiente. Mientras que en las primeras posiciones se encuentra Rusia y Estados Unidos. Los planes actualmente incluyen una estación espacial permanente en 2022 y expediciones tripuladas a la Luna.

## Controversias

### Derechos Humanos
El gobierno de la RPC ha tomado en cuenta la importancia de la protección de los derechos humanos en China continental y ha dicho que se han tomado varias acciones para traer las prácticas internas de esos derechos en conformidad con normas internacionales. El departamento de estado de Estados Unidos ha publicado de manera anual un informe sobre los derechos humanos en todo el mundo, lo que incluye un registro de la evaluación de éstos en China. En el 2008, el departamento de estado todavía encontró mucho que criticar acerca del historial de derechos humanos del gobierno chino, pero retiró a China de la lista de estados con las mayores violaciones a éstos. Para contrarrestar esto, China ha publicado un libro de manera anual desde 1998 que detalla las violaciones a los derechos humanos hechas por los Estados Unidos, así como su propio progreso en esta área.
Desde el 19 de octubre del 2006, el gobierno de la República Popular China también ha publicado un libro sobre su propio progreso democrático. En noviembre del 2007, el gobierno chino publicó también un libro acerca del papel del comunismo y otros partidos políticos en China.

#### Derechos humanos en Sinkiang
En 2020, el Congreso de los Estados Unidos aprobó la Ley de política de derechos humanos de los uigures en reacción a los campos de internamiento. Los legisladores también propusieron la Ley de prevención del trabajo forzoso de los uigures, que parte de la suposición de que todos los productos de Sinkiang se fabrican con trabajo forzoso y, por lo tanto, están prohibidos. En septiembre de 2020, el Departamento de Seguridad Nacional de los Estados Unidos bloqueó las importaciones de productos de cinco entidades en Sinkiang para combatir el uso de trabajo forzoso, al tiempo que archivó las prohibiciones propuestas más amplias. Un alto diplomático estadounidense instó a otros países a sumarse a las denuncias de Estados Unidos contra las políticas del gobierno chino en Sinkiang. Los senadores Cornyn, Merkley, Cardin y Rubio firmaron una carta para solicitar a Mike Pompeo, el Secretario de Estado de los Estados Unidos, que emitiera una determinación de genocidio. El National Review dijo que «las determinaciones de genocidio del gobierno de los Estados Unidos son algo increíblemente complicado. Requieren evidencia sólida para cumplir con los criterios establecidos en la Convención de Genocidio de 1948». Cuando se emiten determinaciones no hay mucho cambio o un efecto que traerán en el corto plazo. Aunque, «existe un caso fuerte y bien documentado para una determinación en este caso».
El 19 de enero de 2021, Pompeo anunció que el Departamento de Estado de los Estados Unidos había determinado que China había perpetrado «genocidio y crímenes de lesa humanidad» contra los uigures, y Pompeo declaró: «la República Popular China, bajo la dirección y el control del Partido Comunista Chino, ha cometido genocidio y crímenes de lesa humanidad contra los uigures predominantemente musulmanes y otros grupos étnicos y religiosos minoritarios, incluidos los kazajos étnicos y los kirguisos ... en los gritos de angustia de Sinkiang, Estados Unidos escucha el ecos de la Alemania nazi, Ruanda, Bosnia y Darfur». El anuncio se hizo el último día completo de la presidencia de Donald Trump.
Al final de la presidencia de Trump, la administración entrante de Biden ya había declarado desde la campaña presidencial de Joe Biden de 2020 que se debería tomar tal determinación y que Estados Unidos continuaría reconociendo la actividad en Sinkiang como un genocidio. El 16 de febrero de 2021, el presidente de los Estados Unidos, Joe Biden, comentó en una entrevista pública en CNN en Wisconsin que la justificación de Xi Jinping para sustentar sus políticas, la idea de que «debe haber una China unida y estrictamente controlada», se deriva del hecho de que «culturalmente, existen diferentes normas que se espera que cada país y sus líderes sigan». También prometió en la misma entrevista que «habrá repercusiones para China» por sus violaciones de derechos humanos. Algunas fuentes interpretaron las declaraciones de Biden como una excusa de la política china hacia los uigures por motivos de relativismo cultural, mientras que una opinión opuesta la consideró una tergiversación.
En julio de 2021, mientras hablaba en la sucursal de Singapur del Instituto Internacional de Estudios Estratégicos, el secretario de Defensa estadounidense, Lloyd Austin, comentó sobre el «genocidio y los crímenes de lesa humanidad contra los musulmanes uigures en Sinkiang».

### Espionaje
Desde el 2008 los Estados Unidos han sido cobrados con por lo menos 57 acusaciones de intentos de espionaje hacia China.
La Universidad de Defensa Nacional (administrada por el Ejército Popular de Liberación) desarrolló hacia 2013 una película propagandística llamada Silent Contest. La película tiene por objeto exponer y explicar la batalla secreta, o conspiración, que Estados Unidos presuntamente está librando en contra de China. Según el tabloide Global Times, controlado por el Partido Comunista Chino, "La película es una exploración de la creencia de que Estados Unidos sigue siendo enemigo de China y nunca ha detenido sus estrategias para occidentalizar y dividir a China". The Global Times afirmó que la película representaba las opiniones de los académicos militares chinos nacionalistas. Sin embargo, los académicos occidentales discuten esto, argumentando que la película representa con precisión la línea partidista del gobierno chino.
Espionaje chino en Estados Unidos
Se alega que China ha comenzado un esfuerzo generalizado para adquirir tecnología militar estadounidense e información clasificada y los secretos comerciales de compañías estadounidenses. Se acusa al gobierno chino de robar secretos comerciales y tecnología, a menudo de empresas en Estados Unidos, para ayudar a apoyar su desarrollo militar y comercial a largo plazo. China ha sido acusada de utilizar una serie de métodos para obtener tecnología estadounidense (utilizando la ley estadounidense para evitar ser procesada), incluyendo espionaje, explotación de entidades comerciales y una red de contactos científicos, académicos y comerciales. Aunque utiliza una red de contactos para recopilar información utilizada para beneficiar a las empresas chinas, cada pedacito de información no invita al escrutinio o enjuiciamiento por parte del gobierno de Estados Unidos. Los casos de espionaje incluyen a Larry Wu-Tai Chin, Katrina Leung, Gwo-Bao Min, Chi Mak y Peter Lee.

## Sondeos de opinión
Según un sondeo de opinión de 2019 realizada por el Pew Research Center, el 26 % de los estadounidenses tiene una visión favorable de la RPC y el 60 % expresa una opinión desfavorable. La encuesta también encontró que el 24 % (pluralidad) de estadounidenses ve a la RPC como la principal amenaza para EE. UU.
Encuestadores de Gallup reportaron que la aprobación global del liderazgo de los EE. UU. se hundió del 48 % en 2016 a un récord bajo de 30 % en 2018, en gran parte debido a las posturas aislacionistas de Donald Trump. Esta caída coloca a los EE. UU. una muesca por debajo de la aprobación global de China con un 31 % y dejando a Alemania como el poder global más popular con una aprobación del 41 %. Michael Hudson describe como el pilar de esta decadencia la cuestión financiera: un resultado del dinero creado por bancos con interés compuesto y la denegación incorporada de perdonar deudas como el defecto fatal del sistema.

## Misiones diplomáticas residentes
| de China en los Estados Unidos - Washington D. C. (Embajada) - Chicago (Consulado-General) - Los Ángeles (Consulado-General) - Nueva York (Consulado-General) - San Francisco (Consulado-General) | de Estados Unidos en China - Pekín (Embajada) - Cantón (Consulado-General) - Hong Kong (Consulado-General) - Shanghái (Consulado-General) - Shenyang (Consulado-General) - Wuhan (Consulado-General) |